# Val u Veselí nad Lužnicí

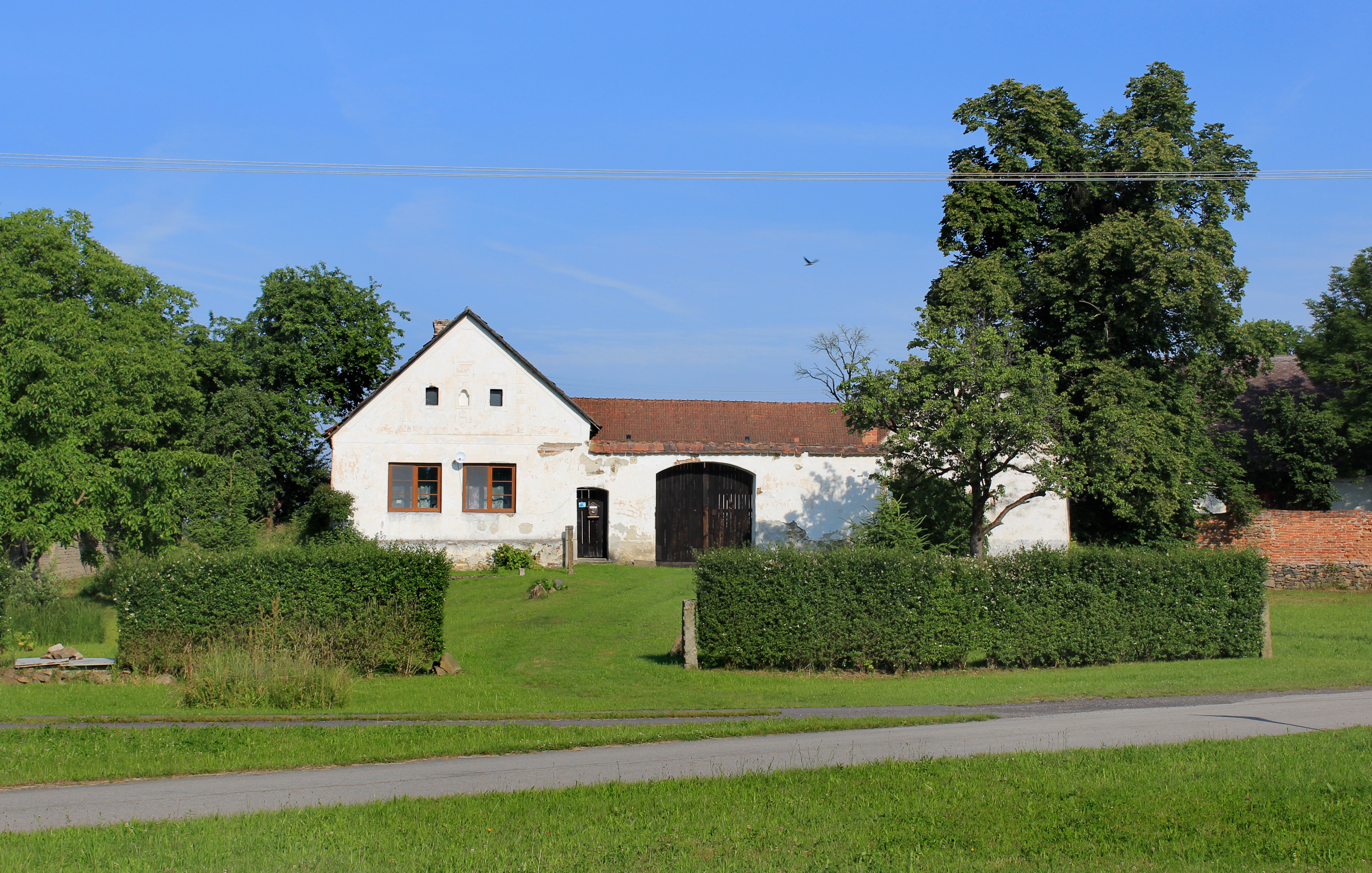
Der Dorfplatz

Val (deutsch Wall) ist eine Gemeinde in Tschechien. Sie liegt sieben Kilometer südöstlich von Veselí nad Lužnicí in Südböhmen und gehört zum Okres Tábor.

## Geographie
Val befindet sich auf der Anhöhe Travná cesta (435 m) zwischen den Flussläufen der Lainsitz und Nežárka im Wittingauer Becken. Westlich liegt der Teich Vlkovský rybník; dahinter verläuft die Bahnstrecke České Velenice–Praha, die nächste Bahnstation ist Vlkov nad Lužnicí.
Nachbarorte sind Drahov und Hamr im Norden, Nítovice, Řehořinky und Cikar im Nordosten, Metel, Šindelka, Karštejnská Bašta und Karštejn im Osten, Evženovo Údolí, Albrechtice, Pávek, Jemčina und Novosedly nad Nežárkou im Südosten, Vyšné, Vršková, Kolence und Klec im Süden, Frahelž und Ponědraž im Südwesten, U Nohavů, Ponědrážka, Bašta und Vlkov im Westen sowie Dehetník, Mlýn Křkavec, Veselí nad Lužnicí und Mezímostí nad Nežárkou im Nordwesten.

## Geschichte
Val entstand wahrscheinlich zusammen mit Hamr, Vlkov und dem Hof Dehetník im 13. Jahrhundert im Zuge der Besiedlung der Urwälder an der Lainsitz und Nežárka. Die erste schriftliche Erwähnung der Hans Schorz von Wall (Hanuš Šorc z Valu) gehörigen Feste Val erfolgte im Jahre 1413. Südöstlich neben dieser entstand um einen Dorfplatz ein kleiner Rundling mit den Chaluppen der Untertanen. Nachdem Bohuslav von Val und Úsuší 1525 auch die Feste Ostrov erworben hatte, verlegte er seinen Sitz von Val nach Ostrov. Albrecht Valovský von Úsuší ließ in der zweiten Hälfte des 16. Jahrhunderts anstelle der Feste Ostrov das Schloss Hammer errichten und vereinte beide Güter zu einem Gut Hammer und Wall. Im Jahre 1696 erwarb der k.k. Rittmeister Leopold Freiherr von Gerard das Gut. Von ihm kaufte 1714 Wenzel Ritter von Goltz-Goltz den Besitz. Nach dem Tode von Anton Wenzel Ritter von Goltz-Goltz verkauften dessen Pupillen das Gut Hammer und Wall 1729 an Eleonora Amalie zu Schwarzenberg, die es zwei Jahre später ihrem Mann Adam Franz zu Schwarzenberg überließ, der es an seine Herrschaft Wittingau anschloss. Im Jahre 1840 bestand Wall aus 35 Häusern mit 355 Einwohnern. Zu dem Dorf gehörten ein herrschaftlicher Meierhof, Jägerhaus und Schäferei sowie die Einöden Albrechtitz (1 Haus), China (3 Häuser), Wischniow (4 Häuser) und Zahradnitz (1 Haus). Pfarrort war seit 1742 Hammer. Bis zur Mitte des 19. Jahrhunderts blieb das Dorf immer dem Gut Hammer und Wall untertänig.
Nach der Aufhebung der Patrimonialherrschaften bildete Wal/Wall ab 1850 eine Gemeinde in der Bezirkshauptmannschaft Třeboň/Wittingau und dem Gerichtsbezirk Veselí nad Lužnicí. Zu dieser Zeit lebten in Wal 225 Personen, in Višné 56 Personen und in Albrechtice 27 Personen. Im Jahre 1871 nahm westlich des Dorfes die Eisenbahn Gmünd-Prag den Verkehr auf. Die Freiwillige Feuerwehr gründete sich 1912 und übernahm die bereits 1896 von der Gemeinde angeschaffte Feuerspritze. Im Jahre 1919 bestand das Dorf aus 52 Häusern, nach der Bodenreform von 1920 entstanden auf ehemaligen Gutsfluren weitere zehn. Die dabei entlang der Straße nach Hamr entstandene Siedlung wuchs bis 1920 weiter an. Nach der Aufhebung des Okres Třeboň wurde Val 1948 Teil des Okres Soběslav. Zwischen 1948 und 1949 wurde das Dorf elektrifiziert und 1949 auch an das Telefonnetz angeschlossen. Der Okres Soběslav wurde 1961 wieder aufgelöst und Val dem Okres Tábor zugeordnet; zugleich erfolgte die Eingemeindung von Hamr. Am 1. Januar 1989 wurde Val mit Hamr nach Veselí nad Lužnicí eingemeindet. Nach einem Referendum löste sich das Dorf zum 24. November 1990 wieder los und bildet seither wieder eine eigene Gemeinde. In Albrechtice befindet sich heute das Camp Pávkovna.

## Gemeindegliederung
Die Gemeinde Val besteht aus den Ortsteilen Hamr (Hammer) und Val (Wall) sowie den Ansiedlungen Vyšné (Wischniower Einöden), Pávek (Zahradnitz), Vršková (China) und Albrechtice (Albrechtitz).

## Sehenswürdigkeiten
- Pfarrkirche der hl. Dreifaltigkeit in Hamr, sie entstand 1581 und wurde 1724 zur Pfarrkirche erhoben. Der einschiffige Renaissancebau mit Glockentürmchen besitzt noch seinen ursprünglichen Sgraffitoputz und ist als Kulturdenkmal geschützt
- Pfarrhaus in Hamr, erbaut 1724, es ist ebenfalls als Denkmal geschützt
- Schloss Hamr, es entstand in der zweiten Hälfte des 16. Jahrhunderts für Albrecht Valovský von Úsuší aus der gotischen Feste Ostrov und diente bis 1728 als Sitz der Herrschaft Hammer und Wall
- Kapelle des hl. Antonius von Padua an der Nežárka bei Hamr, sie entstand im 17. Jahrhundert und wurde in der ersten Hälfte des 18. Jahrhunderts vergrößert
- Kapelle des hl. Johannes von Nepomuk auf dem Dorfplatz von Val, sie wurde zwischen 1849 und 1853 von Einwohnern des Dorfes auf dafür zur Verfügung gestelltem Privatgrund errichtet
- Hof Nr. 29 in Val, er entstand auf den Grundmauern der Feste Val
- Gedenkstein für die Gefallenen des Ersten Weltkrieges in Val, errichtet 1927.